# DN Galan 2016
Bauhaus-Galan 2016 byl lehkoatletický mítink, který se konal 16. července 2016 ve švédském městě Stockholm. Byl součástí série mítinků Diamantová liga. 

## Výsledky
- Archiv výsledků zde [1]

### Muži
| Disciplína            | 1. místo                 | 2. místo                      | 3. místo              |
| Běh na 100 m          | Jak Ali Harvey 10,18     | Ben-Youssef Meïté 10,25       | Daniel Bailey 10,31   |
| Běh na 800 m          | Ferguson Rotich 1:45,07  | Pierre-Ambroise Bosse 1:45,23 | Adam Kszczot 1:45,41  |
| Běh na 5000 m         | Ibrahim Jeilan 13:03,22  | Yomif Kejelcha 13:03,66       | Muktar Edris 13:05,54 |
| Běh na 400 m překážek | Javier Culson 49,43      | Kerron Clement 49,87          | Patryk Dobek 49,89    |
| Skok o tyči           | Renaud Lavillenie 573 cm | Shawnacy Barber 565 cm        | Mareks Ārents 550 cm  |
| Trojskok              | Christian Taylor 17,59 m | Troy Doris 16,70 m            | Chris Carter 16,52 m  |
| Vrh koulí             | Tomas Walsh 21,13 m      | Michał Haratyk 20,54 m        | Tim Nedow 20,44 m     |
| Hod oštěpem           | Ihab Abdelrahman 86,00 m | Thomas Röhler 85,89 m         | Julius Yego 83,09 m   |

### Ženy
| Disciplína             | 1. místo                           | 2. místo                           | 3. místo                    |
| Běh na 200 m           | Dina Asherová-Smithová 22,72       | Simone Faceyová 22,81              | Desiree Henryová 22,88      |
| Běh na 400 m           | Novlene Williamsová-Millsová 52,29 | Anyika Onuoraová 52,46             | Libania Grenotová 52,62     |
| Běh na 1500 m          | Angelika Cichocka 4:03,25          | Meraf Bahtaová 4:04,37             | Gudaf Tsegayová 4:04,37     |
| Běh na 100 m překážek  | Kendra Harrisonová 12,66           | Nia Aliová 12,85                   | Queen Harrisonová 12,87     |
| Běh na 3000 m překážek | Ruth Jebetová 9:08,37              | Beatrice Chepkoechová 9:22,56      | Genevieve LaCaze 9:23,19    |
| Skok vysoký            | Ruth Beitiaová 193 cm              | Alessia Trostová 190 cm            | Kamila Lićwinková 190 cm    |
| Skok daleký            | Ivana Španovićová 690 cm           | Brittney Reeseová 688 cm           | Tianna Bartolettaová 668 cm |
| Hod diskem             | Sandra Perkovićová 68,32 m         | Mélina Robertová-Michonová 64,96 m | Denia Caballerová 63,85 m   |